# Граф Каллендар
Граф Каллендар — дворянский титул в системе Пэрства Шотландии. Он был создан 6 октября 1641 года для Джеймса Ливингстона, 1-го лорда Ливингстона из Алмонда (ок. 1590—1674), младшего сына Александра Ливингстона, 1-го графа Линлитогоу (ум. 1621). Дополнительные титулы — лорд Ливингстон и Алмонд. Джеймс Ливингстон, 4-й граф Каллендар (ум. 1723), в 1695 году унаследовал титул графа Линлитгоу после смерти своего дяди, Джорджа Ливингстона, 4-го графа Ливингстона.
В 1716 году за участие в Якобитском восстании 1715 года Джеймс Ливингстон, 4-й граф Каллендар и 5-й граф Линлитгоу, были лишен всех титулов и владений английской короной.
Резиденция графов Каллендар — Каллендар-хаус в Фолкерке.

## Лорд Ливингстон из Алмонда (1633—1716)
- Джеймс Ливингстон, 1-й лорд Ливингстон из Алмонда (ум. 25 марта 1674), младший сын Александра Ливингстона, 1-го графа Линлтогоу, граф Каллендар с 1641 года.

## Граф Каллендар (1641—1716)
- Джеймс Ливингстон, 1-й граф Каллендар (ум. 25 марта 1674), младший сын Александра Ливингстона, 1-го графа Линлтогоу
- Александр Ливингстон, 2-й граф Каллендар (ум. август 1685), сын Александра Ливингстона, 2-го графа Линлитогоу
- Александр Ливингстон, 3-й граф Каллендар (ум. декабрь 1692), сын Джорджа Ливингстона, 3-го графа Линлитгоу
- Джеймс Ливингстон, 4-й граф Каллендар (ум. 25 апреля 1723), единственный сын предыдущего. С 1695 года — 5-й граф Линлитгоу. В 1716 году он был лишен всех титулов и владений.